# Середа Петро Іванович
Петро Іванович Середа (12 травня 1941, село Боханів, тепер Прилуцького району Чернігівської області) — радянський діяч, в.о. голови виконавчого комітету Сухополов'янської сільської ради народних депутатів Прилуцького району Чернігівської області. Член Центральної контрольної комісії КПРС у 1990—1991 роках.

## Життєпис
У 1956—1965 роках — колгоспник колгоспу імені Куйбишева Варвинського району Чернігівської області; тракторист-екскаваторник племінного заводу «Мирний» Варвинського району Чернігівської області.
У 1960 році закінчив Дегтярівське училище механізації сільського господарства Чернігівської області.
З 1965 по 1968 рік служив у Радянській армії.
У 1968 році — тракторист племінного заводу «Мирний» Варвинського району Чернігівської області.
У 1968—1979 роках — тракторист Прилуцької районної спілки споживчих товариств; екскаваторник, майстер-будівельник, механік міжколгоспбуду Прилуцького району Чернігівської області.
Член КПРС з 1973 року.
У 1976 році закінчив Прилуцький технікум гідромеліорації і електрифікації сільського господарства Чернігівської області.
У 1979—1987 роках — екскаваторник, заступник голови правління, секретар партійної організації, знову заступник голови правління колгоспу «Жовтень» Прилуцького району Чернігівської області. У 1987—1990 роках — тракторист колгоспу «Жовтень» Прилуцького району Чернігівської області.
У 1990—1991 роках —  в.о. голови виконавчого комітету Сухополов'янської сільської ради народних депутатів Прилуцького району Чернігівської області.
Подальша доля невідома.